# Family Circle Cup 2010
Family Circle Cup 2010 — 38-й розыгрыш ежегодного профессионального теннисного турнира среди женщин, проводящегося в американском городе Чарлстон, и являющегося частью Тура WTA в рамках серии «премьер». Турнир прошёл с 12 по 18 апреля.
Прошлогодними чемпионами являются:
- одиночки —  Сабина Лисицки
- пары —  Надежда Петрова /  Бетани Маттек-Сандс

## Соревнования

### Одиночный турнир
Саманта Стосур обыграла  Веру Звонарёву со счётом 6-0, 6-3
- Это первый титул Саманты на соревнованиях такого уровня.
- Это первый титул Саманты в сезоне.
- Это второй титул Саманты в карьере.

### Парный турнир
Лизель Хубер /  Надежда Петрова обыграли  Ваню Кинг /  Михаэллу Крайчек со счётом 6-3, 6-4
- Надежда Петрова с четвёртого выхода в финал в том сезоне наконец выигрывает его.
- Надежда Петрова защищает свой прошлогодний титул.
- Впервые за 27 турниров Лизель Хубер побеждает не в паре с Карой Блэк.